# Karl Reimer

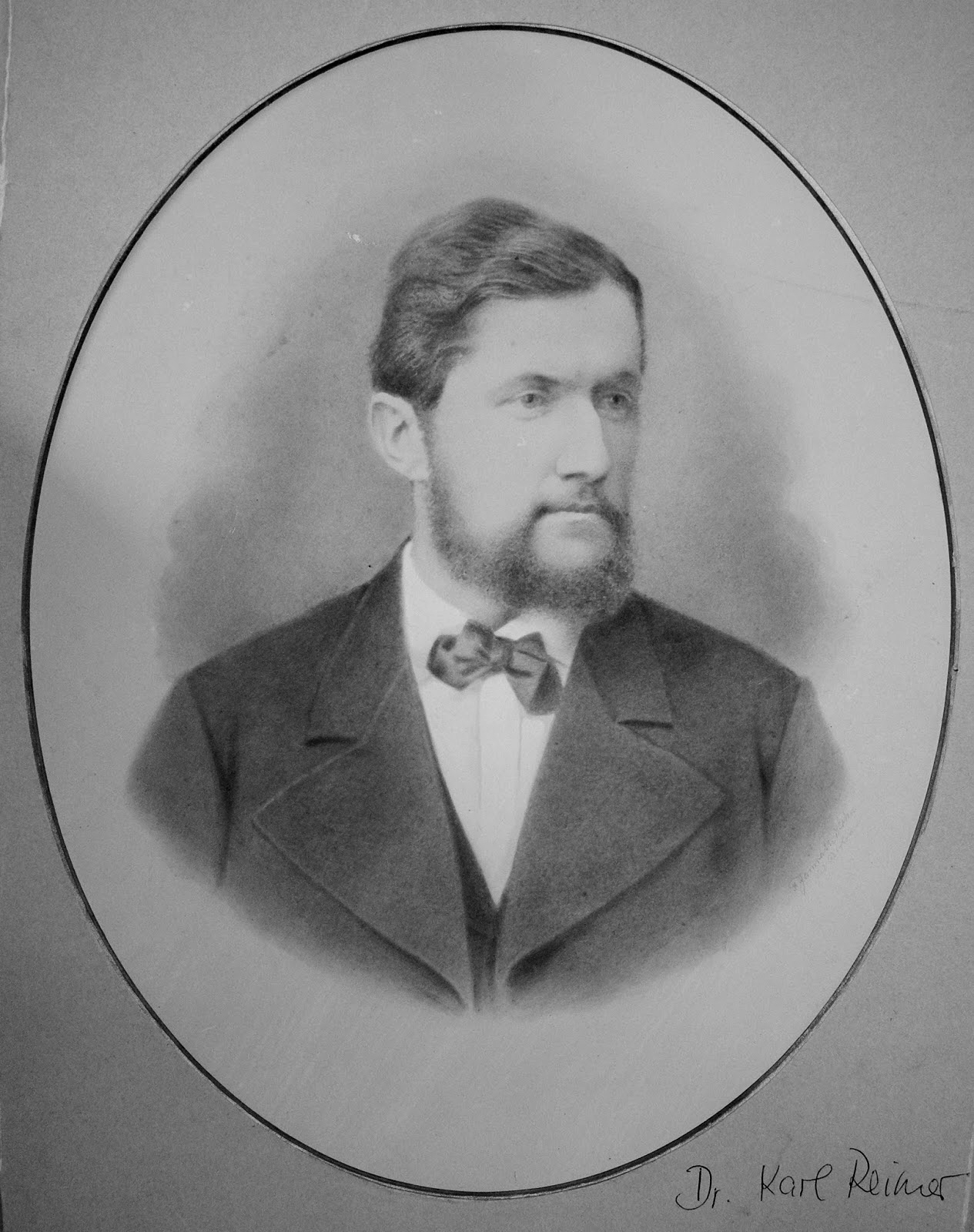
Karl Reimer ca. 1871

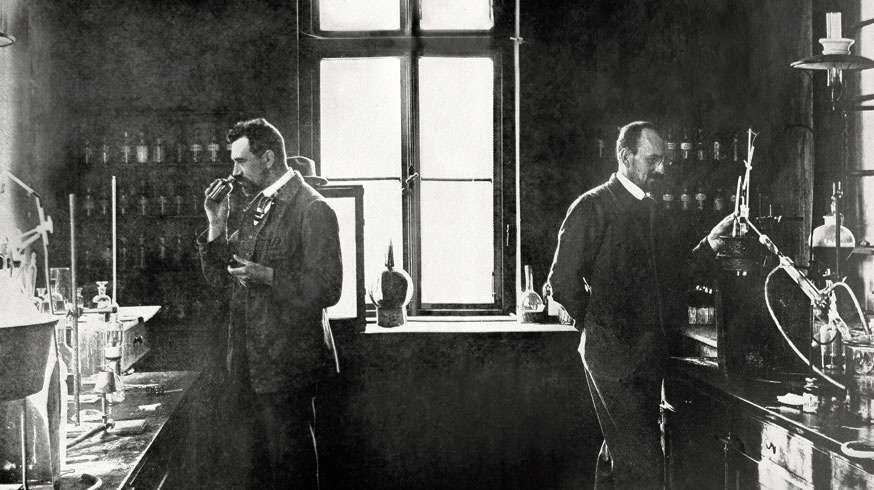
Im Labor, links K. Reimer ca. 1878

Karl Ludwig Reimer (* 25. Dezember 1845 in Leipzig; † 15. Januar 1883 in Berlin) war ein deutscher Chemiker und Industrieller.

## Leben und Wirken
Reimer wurde am 25. Dezember 1845 als Sohn des Buchhändlers Karl August Reimer (1801–1858) in Leipzig geboren. Sein Vater verlegte 1854 die Weidmannsche Buchhandlung von Leipzig nach Berlin. Da er kurz darauf verstarb, konnte Karl Reimer sein Abitur am Friedrichs-Gymnasium Berlin erst 1865 ablegen. Sein Studienbeginn in Göttingen und Greifswald wurde unterbrochen durch den Deutschen Krieg von 1866. 
Erst nach Auskurieren einer schweren kriegsbedingten Typhuserkrankung konnte er sein Chemiestudium in Greifswald, dann Heidelberg und zuletzt in Berlin fortsetzen. 
An der Friedrich-Wilhelms-Universität Berlin begann er seine Dissertation bei A. W. v. Hofmann auf einem Forschungsgebiet von Eduard Linnemann und die Deutsche Chemische Gesellschaft zu Berlin wählte ihn am 22. März 1869 zum studentischen Mitglied. 
Der Deutsch-Französische Krieg von 1870/71 behinderte erneut intensivere Forschungen.
So promovierte Reimer erst im Juli 1871 bei A. W. v. Hofmann mit einer Arbeit „Ueber einige Derivate des Gährungsbutylalkohols“.
Danach erhielt er kurzweilige Anstellungen bei Theodor Hartig an der Königl. Forstakademie Eberswalde und bei A. W. v. Hofmann an der Universität. Letzterer vermittelte Reimer auch an die neue, 1870 gegründete Berliner Chemische Fabrik von C. A. F. Kahlbaum in der Schlesischen Straße.
Im Frühjahr 1875 übernahm er wegen des plötzlichen Todes von Theodor Goldschmidt kurzfristig und vertretungsweise die Geschäftsleitung dessen Fabrik für Zinn-Präparate.
Sommer 1874 hatte Hofmanns Schwager F. Tiemann gemeinsam mit W. Haarmann "Haarmann's Vanillinfabrik" in Holzminden gegründet.
Nachdem Haarmann Berlin verlassen hatte, band Tiemann Karl Reimer in technische Problemlösungen (Oxidation von Coniferin) bei der aktuellen Vanillin-Produktion seiner Firma ein.
Eigenständig entwickelte Karl Reimer Ende 1875 einen neuen Syntheseweg zu aromatischen Aldehyden durch Reaktion von wäßrigen Phenolat-Lösungen mit Chloroform (Reimer’sche Reaktion).
Karl Reimer verzichtete gegenüber F. Tiemann auf eine eigene wissenschaftliche Erforschung dieser Reaktion und wurde im Gegenzug von Tiemann 1876 als gleichberechtigter Mitinhaber an Haarmann’s Vanillinfabrik in Holzminden beteiligt. Diese „Reimer'sche Reaktion“ ermöglichte erstmals eine  bequeme und billige Vanillin-Synthese durch Reaktion von Guajacol mit Chloroform; wegen der Bildung isomerer Nebenprodukte konnte sich dieser Syntheseweg nicht durchsetzen.
Durch zahlreiche Publikationen Tiemanns wurde "Reimers Reaktion" als Reimer-Tiemann-Reaktion allgemein bekannt. Die Vanillin-Fabrik der drei Chemiker Tiemann, Haarmann und Reimer wurde 1876 in Haarmann & Reimer umbenannt.
Bereits 1881 schied Reimer krankheitsbedingt aus dem Unternehmen aus und verstarb kurz danach im Januar 1883.